# Elektrodynamická brzda

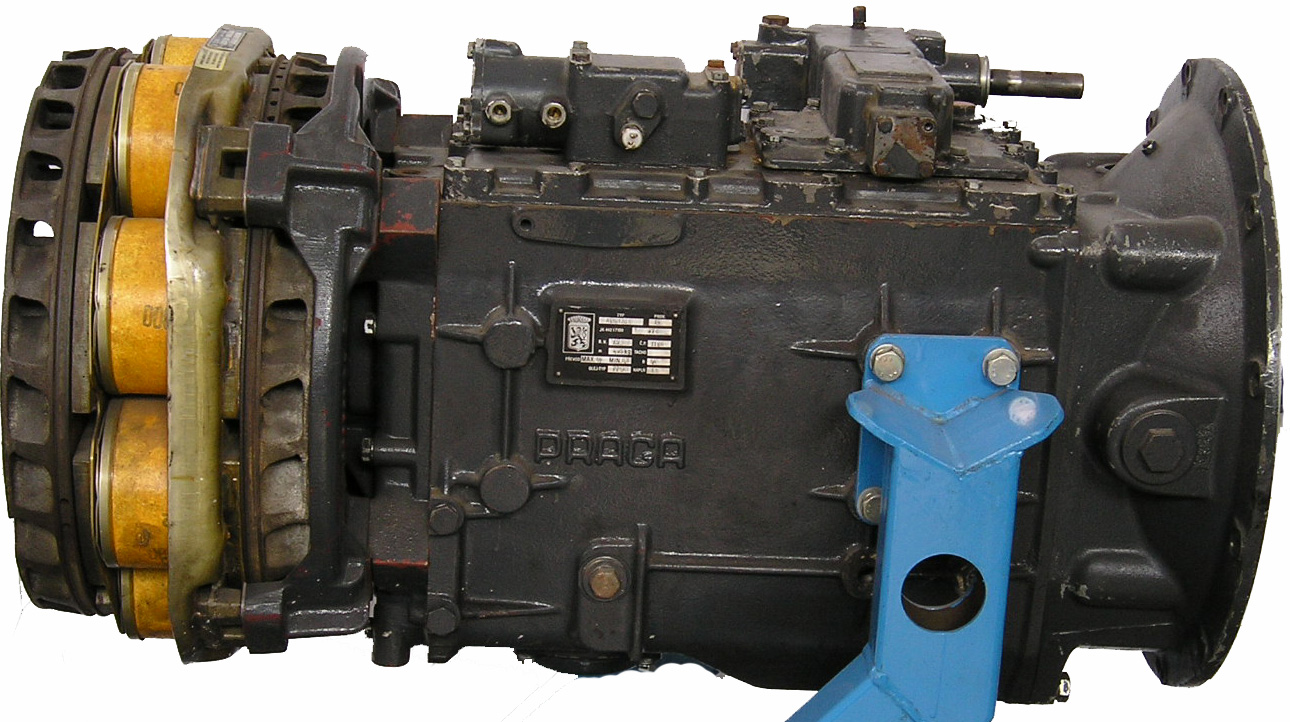
Elektrodynamická vířivá brzda na převodovce z autobusu

Elektrodynamická brzda je zvláštní technické zařízení, které mění pohybovou energii na elektrickou energii. Připojený stroj je brzděn, čímž je snižována jeho rychlost. Takto vytvořená elektrická energie je buď mařena (např. v odpornících nebo kotoučích vířivé brzdy) nebo využita (např. rekuperována zpět do napájecí sítě, akumulátorů nebo superkapacitorů).
Nejčastěji je využívána u kolových dopravních prostředků: lokomotiv, trolejbusů či tramvají. Může ale brzdit i dopravníkové pásy, výtahy či jiná zdvihací zařízení (zdvihadla). Významné je i její užití u měřících přístrojů a pro zatěžovací testy motorů.
Jako elektrodynamická brzda může sloužit i elektromotor či elektromagnet. V principu může být elektrodynamickou brzdou každý běžný elektrický stroj (motor, generátor, dynamo či alternátor). Elektrický stroj (motor) nebývá obvykle používán jako specializovaná brzda.
- U stejnosměrného sériového stroje je nutné pro přechod mezi motorickým a generátorickým režimem (a zpět) přepólovat zapojení kotvy, nebo buzení. Vznikne pozitivní zpětná vazba, sériový motor se dodávaným proudem nabudí jako dynamo. Spotřebič začne vyrobenou elektrickou energii odebírat a sériový motor vytváří kroutící moment působící proti směru rotace zařízení. Jako součást zdroje elektrické energie je kotva, mechanicky brzděna a elektrická energie je nevratně mařena v rezistorech odporníků a přeměňována na teplo. Této možnosti se využívá především u historických vozů. Další informace jsou uvedeny v článku o sériovém motoru. V novějších vozidlech je častěji používán cize buzený stroj, jehož budicí vinutí a kotva jsou napájeny z nezávislých obvodů. Například buzení je napájeno z napájecí troleje nebo nezávislého zdroje. Derivační a cize buzený komutátorový stroj není nutno přepólovat pro změnu režimu, stejně jako třífázový indukční synchronní či asynchronní stroj. Tyto stroje přechází samočinně mezi motorickým a generátorickým režimem.

- Třífázový asynchronní stroj začne přeměňovat mechanickou energii na elektrickou, pokud skluz klesne pod nulu - změní se na záporný, tj. mechanické otáčky jsou vyšší než synchronní otáčky magnetického pole stroje, tj. úhlová rychlost rotoru (kotvy) je vyšší než synchronní úhlová rychlost točivého magnetického pole. Třífázový asynchronní stroj v generátorickém chodu odebírá ze sítě jalovou složku proudu (výkonu - energie) k nabuzení a do sítě dodává činnou složku proudu (výkonu - energie). Napájecí síť nebo akumulační člen se spotřebičem začne vyrobenou elektrickou energii odebírat a asynchronní/synchronní motor vytváří kroutící moment působící proti směru rotace zařízení. Jako součást zdroje elektrické energie je kotva mechanicky brzděna. Elektrická energie ze statorových vinutí je rekuperována do napájecí soustavy nebo je nevratně mařena v rezistorech odporníků a přeměňována na teplo.

- Elektrodynamická odporová brzda, tento typ elektrických brzd se používá u trakčních vozidel dopravních prostředků, poháněných stejnosnměrnými elektromotory. Například u elektrických a dieselelektrických lokomotiv, tramvají, vozů metra a trolejbusů. Pokud je u daného dopravního prostředku využita odporová regulace výkonu předřadnými rezistory. Obvykle se k maření elektrické energie využívají rozjezdové odporníky, což znamená, že při rozjezdu i při brzdění vozidla (tj. při řízeném zrychlování či zpomalování vozidla) se energie nevratně maří na ztrátové teplo v tomtéž zařízení. Další informace jsou uvedeny v článku o sériovém motoru.

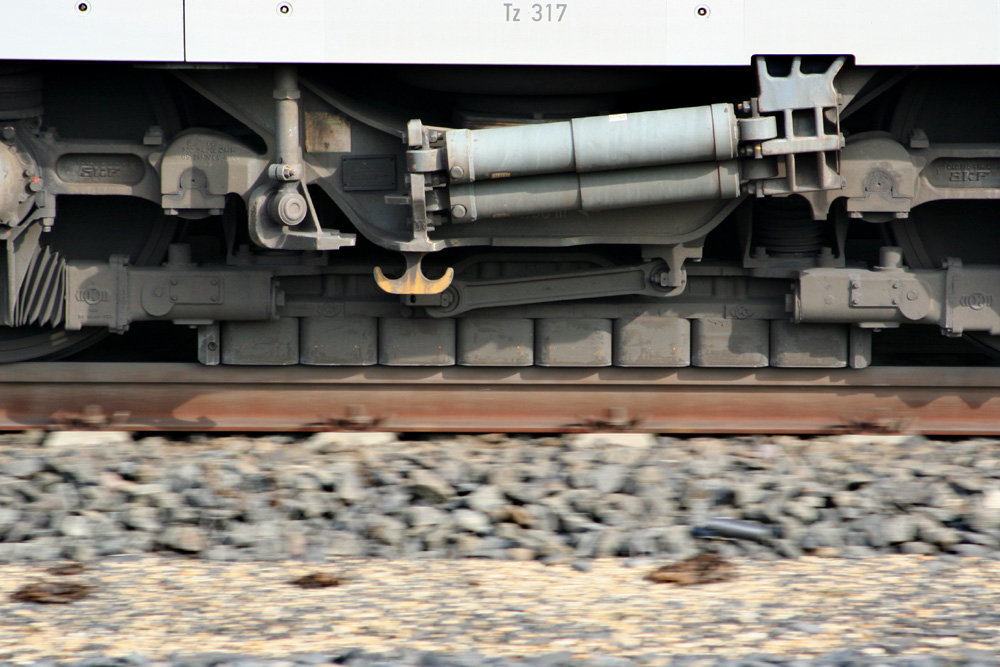
Vířivá brzda u ICE 3 v aktivní poloze

- Dalším systémem jsou brzdy pracující na principu vířivých proudů. Taková brzda se skládá z kovového kotouče a elektromagnetů. Kotouč rotuje v magnetickém poli, tím v něm vznikají vířivé proudy a tím jej zahřívají. Brzdný účinek závisí na intenzitě magnetického pole, tj. na velikosti budicího proudu a na rychlosti pohybu vodiče, tj. kotouče v magnetickém poli. Další vliv na brzdný účinek mají rozměry a materiál vodiče, tj. kotouče. Brzdný účinek lze regulovat intenzitou magnetického pole, to znamená velikostí proudu v elektromagnetech. Kotouč může být vybaven žebry a vzduchovou mezerou, které zlepší chlazení - zvětší jeho povrch a zajistí odvod nuceně proudícího vzduchu. Tato brzda může mít také lineární podobu trámce s budicími elektromagnety, který se pohybuje nízko nad temenem kolejnice. Vířivé proudy vznikají v hlavě kolejnice.

Elektrodynamická brzda má brzdnou sílu závislou přibližně na druhé mocnině rychlosti. Znamená to, že při malých rychlostech vozidla je její účinek prakticky nulový. Naopak při vysokých rychlostech je její účinek velmi vysoký. V praxi bývají elektrické brzdy kombinovány obvykle s brzdami mechanickými (jejíž brzdná síla je prakticky nezávislá na rychlosti). Elektrické brzdy mohou být doplněny regulací (u nejnovějších konstrukčních řešení se jedná o regulaci elektronickou).